# Jonne Järvelä

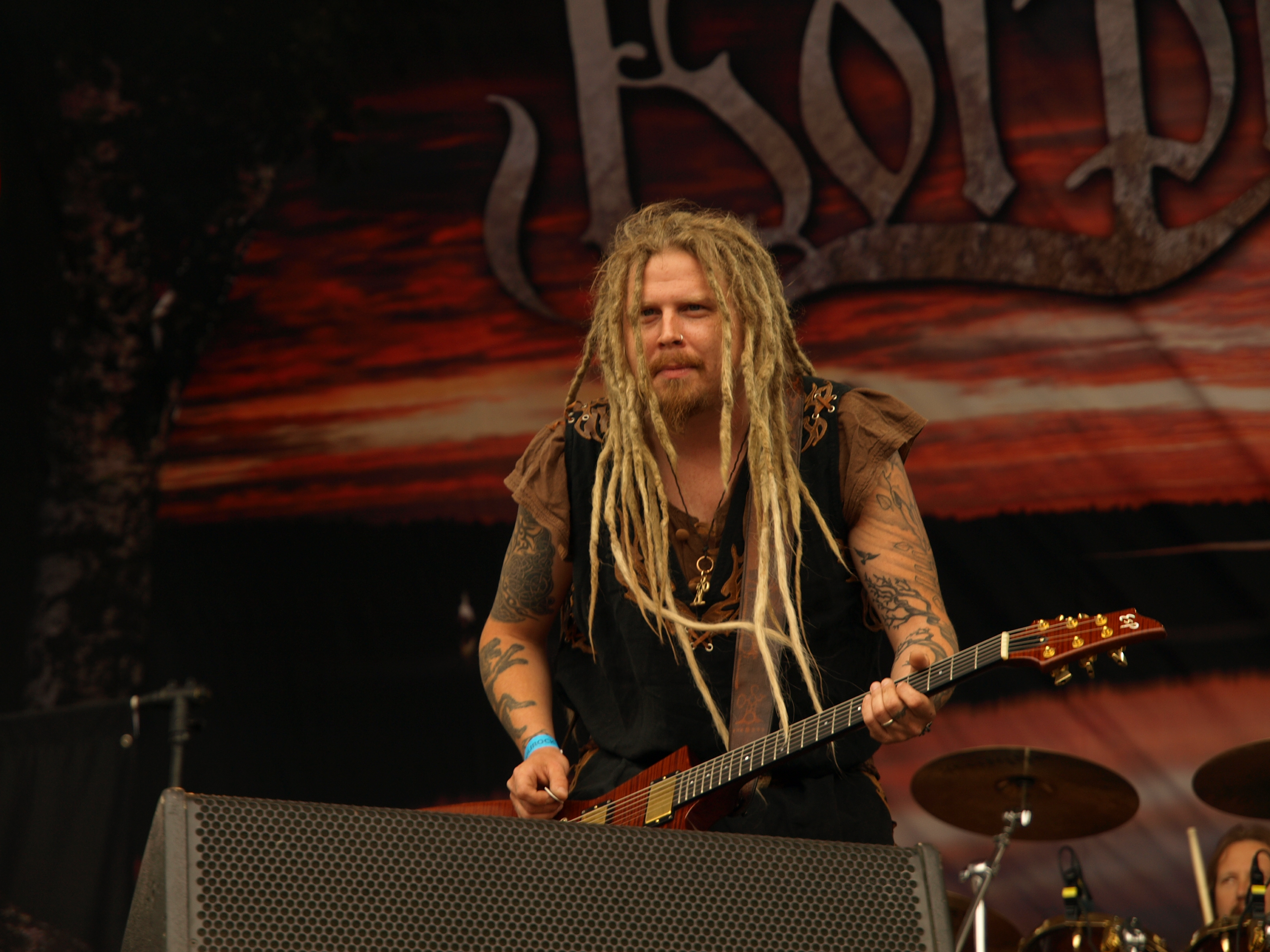
Jonne Järvelä am Myötätuulirock 2011

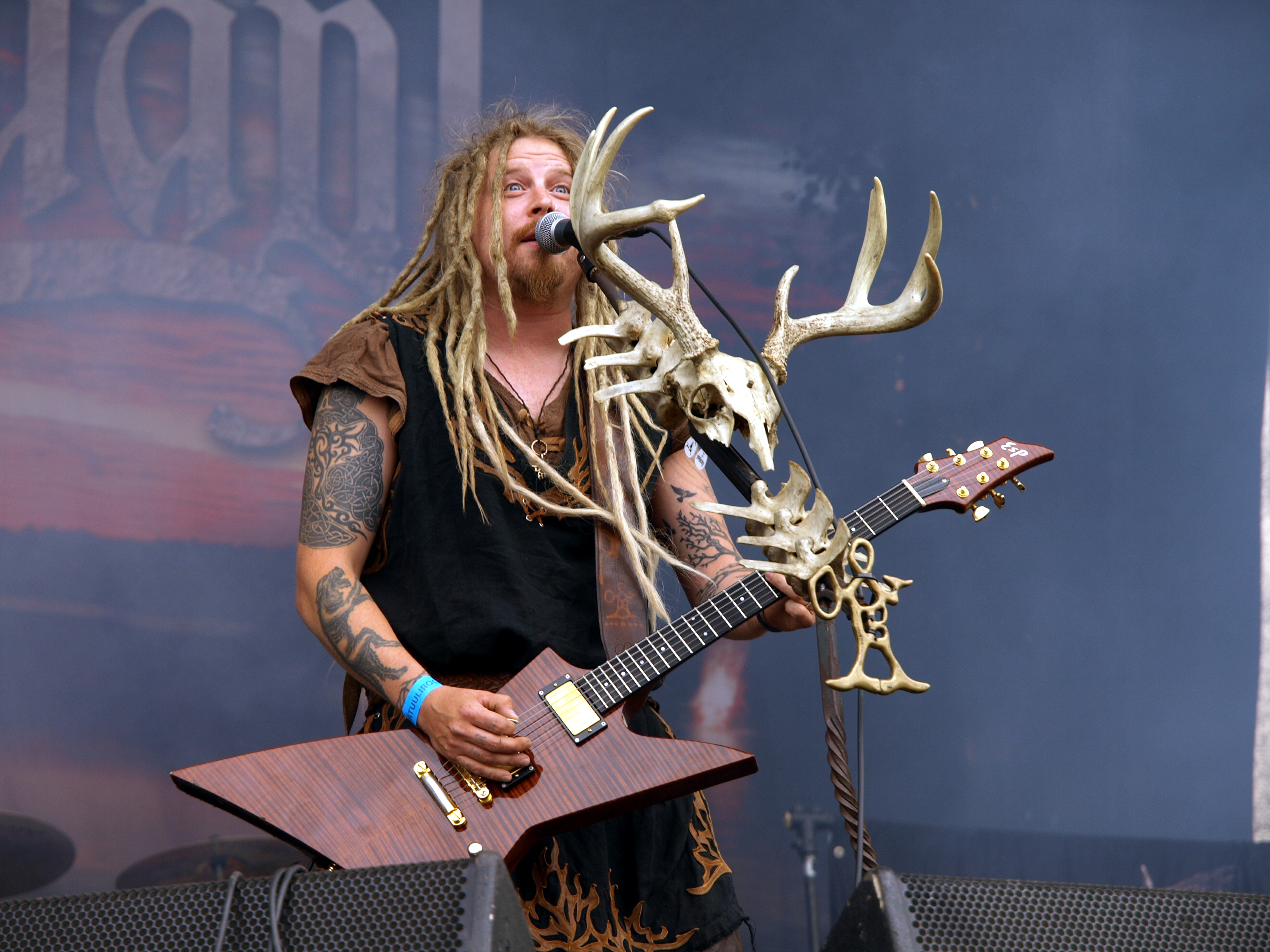
Jonne Järvelä

Jonne Jari Juhani Järvelä (* 3. Juni 1974) ist ein finnischer Gitarrist, Sänger und Komponist. Bekannt wurde er vor allem in Ausübung dieser Tätigkeiten als Frontmann der finnischen Folk-Metal-Band Korpiklaani.

## Leben
Järvelä wurde 1974 in Südfinnland geboren. Sein Vater war Raimo Järvelä. Er wuchs in Vesilahti auf, wo er auch mit Freunden 1988 seine erste Band gründete. 1993 zog Järvelä für fünf Jahre in die Nähe des Ortes Levi in der Gemeinde Kittilä in den finnischen Teil Lapplands, wo er als Sänger und Gitarrist zusammen mit seiner Freundin Maaren Aikio ab 1993 als Shamaani-Duo im HulluPoro-Skiresort auftrat. Die Musik des Duos war maßgeblich geprägt durch die Kultur und die Volksmusik der Samen. Durch zunehmendes Desinteresse am Metal hatte Järvelä sein gesamtes auf Metal ausgerichtetes Equipment verkauft und konzentrierte sich im Shamaani-Duo als Akustikgitarrist voll auf die finnische Volksmusik.
In Lappland lernte er auch das Singen im Joik-Stil von der einheimischen Bevölkerung. Die Art und Weise, wie er seinen eigenen Joik-Stil fand, legte er in einem Interview gegenüber dem Webzine vampster.com im Jahr 2005 dar:

„Als ich in Lappland gelebt habe, habe ich wirklich mitten im Wald gewohnt. Das nächste Geschäft war 80 Kilometer von meiner Hütte entfernt, so dass ich nur einmal pro Woche einkaufen gehen konnte. Man musste dann den gesamten Biervorrat für eine Woche auf einmal kaufen und normalerweise war er schon vor dem nächsten Morgen aufgebraucht. So habe ich meine Joik-Technik gefunden. Ich habe mit hundert Bierflaschen am Felsen gesessen und versucht mit den Wölfen zu sprechen, die man aus der Entfernung hören konnte.“

Järvelä ernährte sich in Lappland überwiegend als Selbstversorger, wozu er auch regelmäßig jagte.
Mit dem wieder erstarkenden Interesse Järveläs für Metal wandte er sich ab 1998 dem Folkrock bzw. Folkmetal zu, und aus dem Shamaani-Duo entwickelte sich allmählich die Folk-Metal-Band Shaman, bei der er als Gitarrist, Sänger und Komponist fungierte. Es war anfangs schwer, die Band zu etablieren, da der Folk-Rock/Metal der Band weder in der Metalszene noch in der breiten Öffentlichkeit großen Anklang fand. Gegenüber dem Legacy Magazin äußerte Järvelä sich 2006 wie folgt:

„Als ich Anfang der 90er anfing, Folk mit Rock zu spielen, haben mich die Leute angeschaut, als wenn ich ein Idiot wäre. Und das blieb erst einmal die nächsten zehn Jahre so. In den 90ern war es schwer, ein Folk-Metal-Typ zu sein, weil die ganze Welt nur diesen verdammten "Eurotechnorap"-Scheiß hören wollte.[…]“

2001 wirkte er als Gastsänger mit Joik-Gesang auf dem Debütalbum Jaktens Tid der finnischen Folk-Metal-Band Finntroll mit und tourte daraufhin mit ihnen. Stark von den Konzerten und der Musik von Finntroll geprägt, löste Järvelä nach zehn Jahren als einzig festes Mitglied Shaman im Jahr 2003 auf, um unter dem Namen Korpiklaani die Band mit stärkerem Metal-Einfluss neu zu gründen. 2008 wirkte er auf dem Album Beheading the Liars der argentinischen Celtic-Metal-Band Skiltron als Gastsänger bei einem Lied mit. Ebenfalls als Gastsänger wirkte er auch beim Album Ígéret der ungarischen Folk-Metal-Band Dalriada mit, das am 18. Februar 2011 erschien. Außerdem ist er auch in dem Song A Thousand Eyes vom 2012 erschienenen Album Guten Tag der deutschen Pagan-Metal-Band Varg zu hören. Im Frühjahr 2013 arbeitete er erneut mit Skiltron zusammen und sang die Background Vocals des Songs The Rabbit Who Wanted to Be a Wolf auf dem Album Into the Battleground ein.

### Privates
Jonne Järvelä lebt heute im Stadtteil Metsämaa der finnischen Stadt Loimaa, je ungefähr 2 Autostunden von Tampere, Lahti und Helsinki entfernt. Er ist mehrfacher Vater. Sein ältester Sohn ist Halb-Same und kam auf die Welt, als Järvelä in Lappland lebte. Seinen Lebensunterhalt finanziert Järvelä ausschließlich durch das Musizieren.

## Equipment

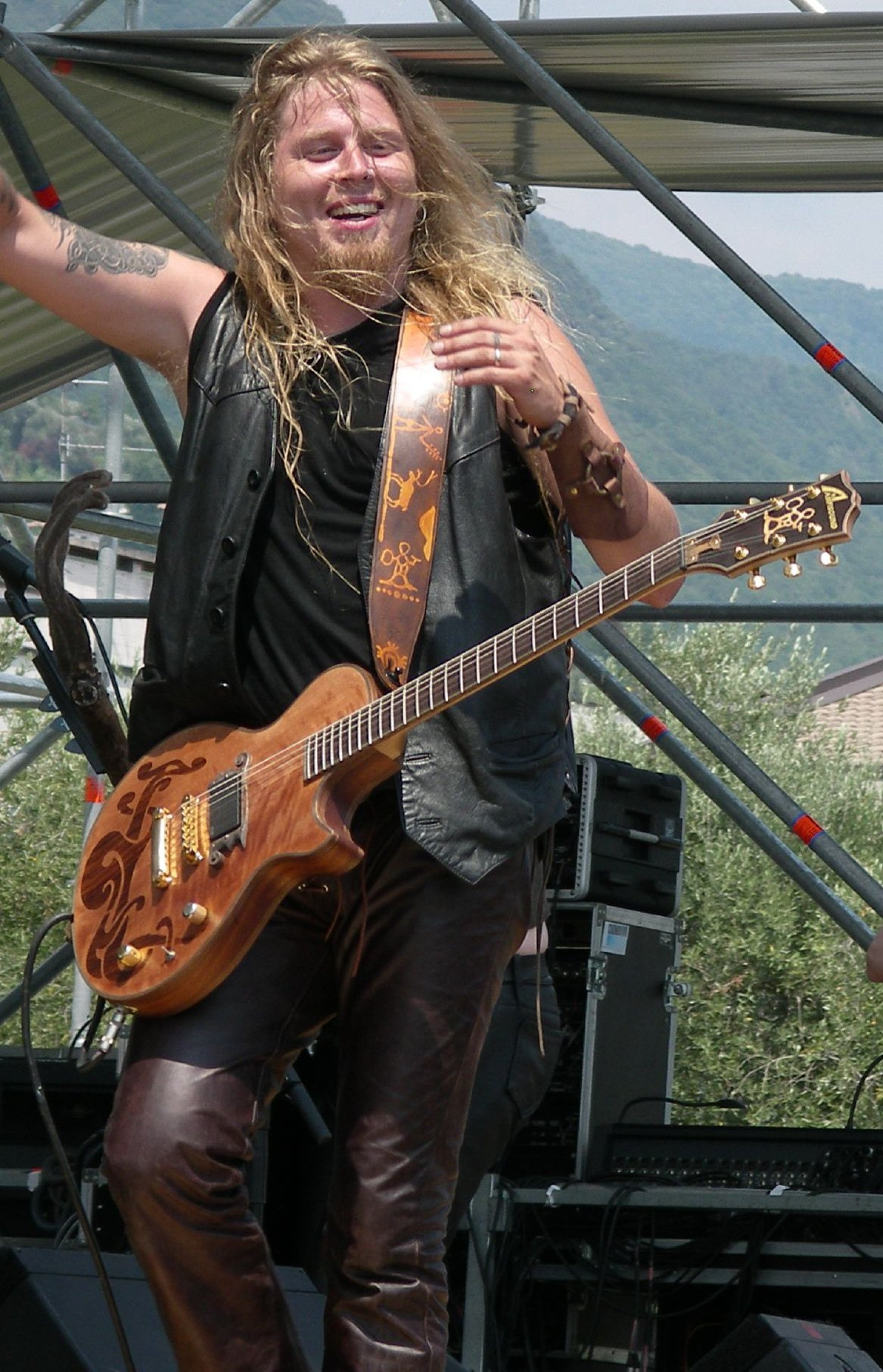
Järvelä mit seiner Amfisound Les Paul

Ab etwa 2004 spielte Jonne Järvelä ausschließlich handgefertigte unikate Gitarren der finnischen Gitarrenmanufaktur Amfisound. Bis 2007 spielte er ein Les-Paul-Modell in Holzoptik mit Rankenzeichnungen auf dem Korpus. Anschließend spielte er bis 2009 eine E-Gitarre in Randy-Rhoads-Form. Seit dem Album Karkelo benutzt Järvelä wieder ESP, überwiegend ein Explorer-Modell.

## Diskografie

### Mit dem Shamaani-Duo
- 1996: Hunka Lunka

### Mit Shaman
- 1998: Ođđa mailbmi (Demo)
- 1999: Idja (Natural Born Records)
- 2002: Shamániac (Natural Born Records)

### Mit Korpiklaani

#### Alben
- 2003: Spirit of the Forest (Napalm Records)
- 2005: Voice of Wilderness (Napalm Records)
- 2006: Tales Along This Road (Napalm Records)
- 2007: Tervaskanto (Napalm Records)
- 2008: Korven Kuningas (Nuclear Blast)
- 2009: Karkelo (Nuclear Blast)
- 2011: Ukon wacka (Nuclear Blast)
- 2012: Manala (Nuclear Blast)
- 2015: Noita (Nuclear Blast)
- 2018: Kulkija (Nuclear Blast)
- 2021: Jylhä (Nuclear Blast)

#### Singles
- 2008: Keep On Galloping (Nuclear Blast)
- 2009: Vodka (Nuclear Blast)
- 2010: Ukon Wacka (Nuclear Blast)

### Soloalben
- 2014: Jonne
- 2017: Kallohonka

### Gastbeiträge
- 2001: Jaktens Tid (Finntroll) (Gastgesang)
- 2008: Beheading the Liars (Skiltron) (Gastgesang)
- 2011: Ígéret (Dalriada) (Gastgesang)
- 2012: A Thousand Eyes (Varg) (Gastgesang)
- 2012: Humppa Is My Neighbour (Troll Bends Fir) (Gastgesang)